# Kapitalmarknadsunionen
Kapitalmarknadsunionen (KMU) är ett initiativ inom Europeiska unionen för att fördjupa och ytterligare integrera medlemsstaternas kapitalmarknader. KMU syftar till att underlätta den fria rörligheten för kapital och på så sätt underlätta gränsöverskridande investeringar och sparande. Tillsammans med bankunionen utgör KMU en del av den finansunion som föreslogs inrättas inom ramen för Ekonomiska och monetära unionen enligt de fem ordförandenas rapport 2015.
De första initiativen för KMU togs fram av kommissionen Juncker i september 2015 då den första handlingsplanen för KMU presenterades. Handlingsplanen omfattade 30 olika åtgärder som föreslogs antas senast 2019. 12 av 13 lagförslag som presenterades av kommissionen har hittills godkänts av Europaparlamentet och Europeiska unionens råd.
Den 24 september 2020 presenterade kommissionen en ny handlingsplan under kommissionen von der Leyen I. Den nya handlingsplanen innefattar 16 nya åtgärder för att förstärka KMU. Den 7 september 2022 presenterade kommissionen ett paket av åtgärder för att ytterligare fördjupa och förstärka kapitalmarknadsunionen.